# Santa Julia (estación)
Santa Julia es una estación ferroviaria que forma parte de la Línea 4A  de la red del Metro de Santiago de Chile. Se encuentra por trinchera en la Autopista Vespucio Sur entre las estaciones Vicuña Mackenna y La Granja. Su nombre se debe a que se encuentra en la intersección de Avenida Américo Vespucio con la avenida Santa Julia.

## Características y entorno
El entorno de la estación es residencial, mayoritariamente de clase media-baja, con una baja presencia comercial. La estación posee una afluencia diaria promedio de 4836 pasajeros.
La estación sufrió un incendio el 18 de octubre de 2019, en el marco de las protestas en Chile de 2019. Resultó afectada la mezzanina y la boletería de la estación, lo que impidió su funcionamiento hasta el 17 de agosto de 2020, cuando fue reabierta.

### Accesos
| Acceso | Intersección                         |
| ------ | ------------------------------------ |
| A      | Av. Américo Vespucio con Santa Julia |
| B      | Av. Américo Vespucio con Santa Julia |

## Origen etimológico
Su nombre proviene de la Avenida Santa Julia, cuya intersección vial con Avenida Américo Vespucio, se ubica sobre la estación.

## Galería

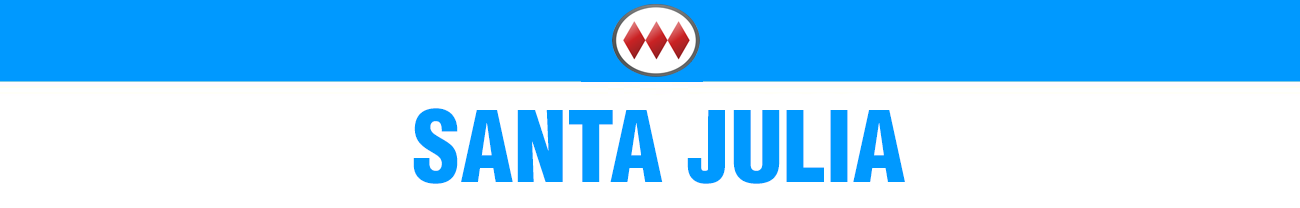
Cenefa utilizada actualmente en los andenes.

## Conexión con Red Metropolitana de Movilidad
La estación posee 2 paraderos de Red en sus alrededores, los cuales corresponden a:
| Paradero/ Código                         | Recorridos                                                                                 |
| ---------------------------------------- | ------------------------------------------------------------------------------------------ |
| Parada / Metro Santa Julia (PE163)       | 118 (Maipú) - 211 (Nos) - 262n (Villa España)                                              |
| Parada / Colegio José A. Lecaros (PE181) | 118 (La Florida) - 204n (Pie Andino) - 211 (La Florida) - 224 (Ñuñoa) - 262n (Metro Macul) |